# خواب گران
خواب گران (انگلیسی: The Big Sleep) یک کتاب از سری فیلیپ مارلو از ریموند چندلر است که توسط انتشارات آلفرد ای. کناف منتشر شد.
قاسم هاشمی‌نژاد این کتاب را در سال ۱۳۸۲ به فارسی برگردانده است.